# Ismael Martínez Carretero
Ismael Martínez Carretero (Tomelloso, Ciudad Real, 1929 - Sevilla, 9 de marzo de 2021) fue un historiador y profesor español perteneciente a la Orden Carmelita.

## Biografía
Su trayectoria profesional estuvo dedicada a la investigación histórica y religiosa  de la Orden Carmelita, de su origen y evolución tanto en España como en Latinoamérica. La aportación literaria con sus obras al conocimiento del pasado de la Orden fue relevante.  
Nació en Tomelloso en 1929. A los seis años ingresó en el Colegio Carmelita de Tomelloso donde permaneció hasta iniciar los estudios universitarios y finalmente doctorarse en Historia por la Universidad de Sevilla. Durante su vida estudiantil comenzó a interesarse por el origen de la Orden en la ciudad de Sevilla.
Profesó los votos solemnes de Carmelita en 1953 y fue ordenado sacerdote en 1955.
Estudió Filosofía y Teología en la Universidad de Osuna, también investigó y profundizó sus estudios en Roma donde editó su tesis doctoral (*) en 1996.
Su actividad profesional no radica exclusivamente en su labor investigadora,  también ejerció como profesor de varias disciplinas académicas vinculadas a las humanidades en los colegios donde fue destinado.
En los años 60 en su destino en el Colegio Carmelitano de Pamplona (Colombia) fue sacristán, prior, rector y profesor titular de Bachillerato.
Posteriormente en la década de los 70 en España fue asimismo profesor de Historia del Arte, Geografía, Historia y director del Colegio Santa María del Carmen de Madrid. Allí coincidió con Fernando Millán Romeral, en aquel entonces alumno suyo y de 2007 a 2019 Prior General de la Orden.
Fue nombrado Prior provincial de la Provincia Bética y Consejero provincial de formación y estudios en los años 80.
Junto a su interés por la docencia y la investigación, también participó en diversas conferencias, y fue autor de numerosos ensayos, artículos y publicaciones.
En gran parte de sus obras analiza la presencia carmelita en escenarios territoriales nacionales como Sevilla, Granada o Murcia y también en países hispanos como Colombia o Venezuela. De igual forma en otras obras describe figuras especialmente relevantes de la Orden Carmelita, centrándose principalmente en personalidades tan sumamente influyentes como han sido Juan de la Cruz o Teresa de Jesús.
En 9 de marzo de 2021, a los 92 años Ismael Martínez Carretero falleció.

## Obras
- 1990 - Elisea Mª Oliver, Carmelita

- 1993 - Juan de la Cruz: caminante en la noche

- 1996 - Exclaustración y restauración del Carmen en España (1771-1910)

- 1996 -  Los Carmelitas. Historia de la Orden del Carmen, VI: Figuras del Carmelo

- 2000 - Epytome historial de los Carmelitas de Andalucía y Murcia

- 2005 - Desde la Nueva Andalucía hasta las tierras del Nuevo Reino de Granada:   50 años de la Provincia Bética en Venezuela y Colombia, 1954-2004

- 2005 - Figuras del Carmelo: maestros espirituales, testigos, fundadores

- 2008 - Las Carmelitas de Granada: "Monjas del Carmen"

- 2008 - Órdenes y congregaciones Religiosas en Sevilla

- 2009 - Los Carmelitas en Sevilla: 650 años de presencia (1358-2008)

- 2015 - Los Carmelitas en Granada